# Prasat Ta Khwai
Prasat Ta Khwai (Thai: ปราสาทตาควาย, auch: Prasat Ta Wai – ปราสาทตาวาย oder Prasat Ta Sawai, Khmer: Ta Krabey – ប្រាសាទតាក្របី) sind die Überreste eines Tempels der Khmer an der Grenze zwischen Thailand und Kambodscha. Sie liegen im Landkreis (Amphoe) Phanom Dong Rak der Provinz Surin in der Nordostregion von Thailand, dem so genannten Isan.

## Geographie
Die Ruinen des Prasat Ta Khwai liegen nur schwer zugänglich im Dschungel, der das Dongrek-Gebirge zwischen Thailand und Kambodscha bedeckt. Nach Westen und Süden ist das Gebiet von Felswänden begrenzt. Im Norden und Osten befindet sich eine Steinplattform. Das Gelände fällt nach Osten hin ab, aber ob sich dort ein Baray befindet oder nicht, konnte bisher nicht untersucht werden, da das Gebiet von den Roten Khmer vermint worden war.
Prasat Ta Khwai besteht aus einem einzelnen Prang, der jedoch unvollendet scheint, da zwar die Türstürze platziert wurden, aber die Steinmetze nie ihre Arbeit aufnahmen. 
Aufgrund von Ähnlichkeiten mit dem Ta Keo bei Siem Reap konnte das Bauwerk etwa auf das Ende des 10./Anfang des 11. Jahrhunderts datiert werden.

## Grenzstreitigkeiten
Nach thailändischer Darstellung verläuft die Grenze gemäß dem Vertrag zwischen Siam und Frankreich vom 23. März 1907 entlang der Wasserscheide der Dongrek-Berge. Im Jahr 2000 wurde die „Thai-Cambodian Joint Commission on Demarcation for Land Boundary“ (JBC) ins Leben gerufen, welche die Grenze zwischen den beiden Ländern vermessen sollte. 
Am 3. August 2008 drang eine Gruppe von 30 kambodschanischen Soldaten in thailändisches Gebiet ein. Nach Verhandlungen auf lokaler Ebene zogen sie sich nach drei Tagen jedoch wieder zurück. Am 6. September wiederum wurde berichtet, dass etwa 70 kambodschanische Soldaten das Tempel-Gelände besetzt hatten. Als Reaktion darauf wurden 35 thailändische Paramilitärs dort zusammengezogen. Der kommandierende General der thailändischen Second Army Region konnte dann am 13. und 14. September 2008 in Verhandlungen mit der entsprechenden kambodschanischen Stelle einen friedlichen Abzug der kambodschanischen Truppen erwirken. Es wurde weiterhin vereinbart, dass auf beiden Seiten jeweils ein kleiner Trupp Soldaten stationiert wird.
Am frühen Morgen des 22. April 2011 begann – nach thailändischer Darstellung – kambodschanisches Militär, das Tempelgebiet mit schweren Waffen zu beschießen. Kambodschanische Quellen berichten, dass der Turm des Prasat Ta Khwai zerstört worden sei. Bei den Gefechten wurden am ersten Tag drei kambodschanische und zwei thailändische Soldaten getötet.